# Machimus coleus
Machimus coleus är en tvåvingeart som beskrevs av Martin 1975. Machimus coleus ingår i släktet Machimus och familjen rovflugor. Inga underarter finns listade i Catalogue of Life.